# جان لارسن
جان لارسن (به انگلیسی: John Larson) نمایندهٔ حوزه انتخابیه اول کنتیکت از حزب دموکرات ایالات متحده آمریکا در مجلس نمایندگان ایالات متحده آمریکا است که برای نخستین‌بار در ۶ ژانویه ۱۹۹۹ میلادی به‌عضویت این مجلس درآمد.